# Alter Botanischer Garten am Dom zu Köln

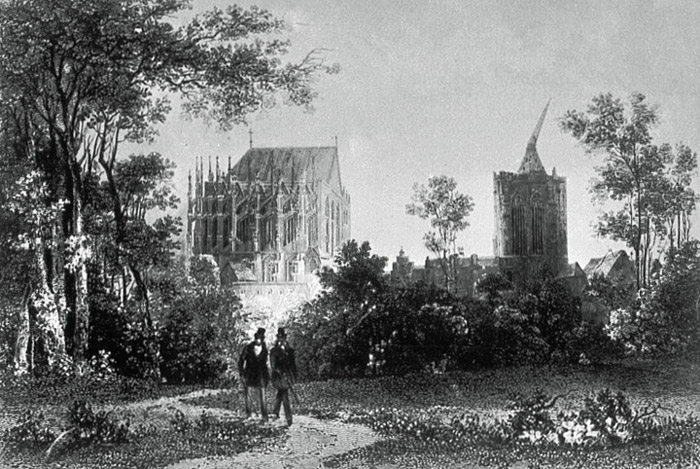
Botanischer Garten und Dom, Stahlstich um 1820

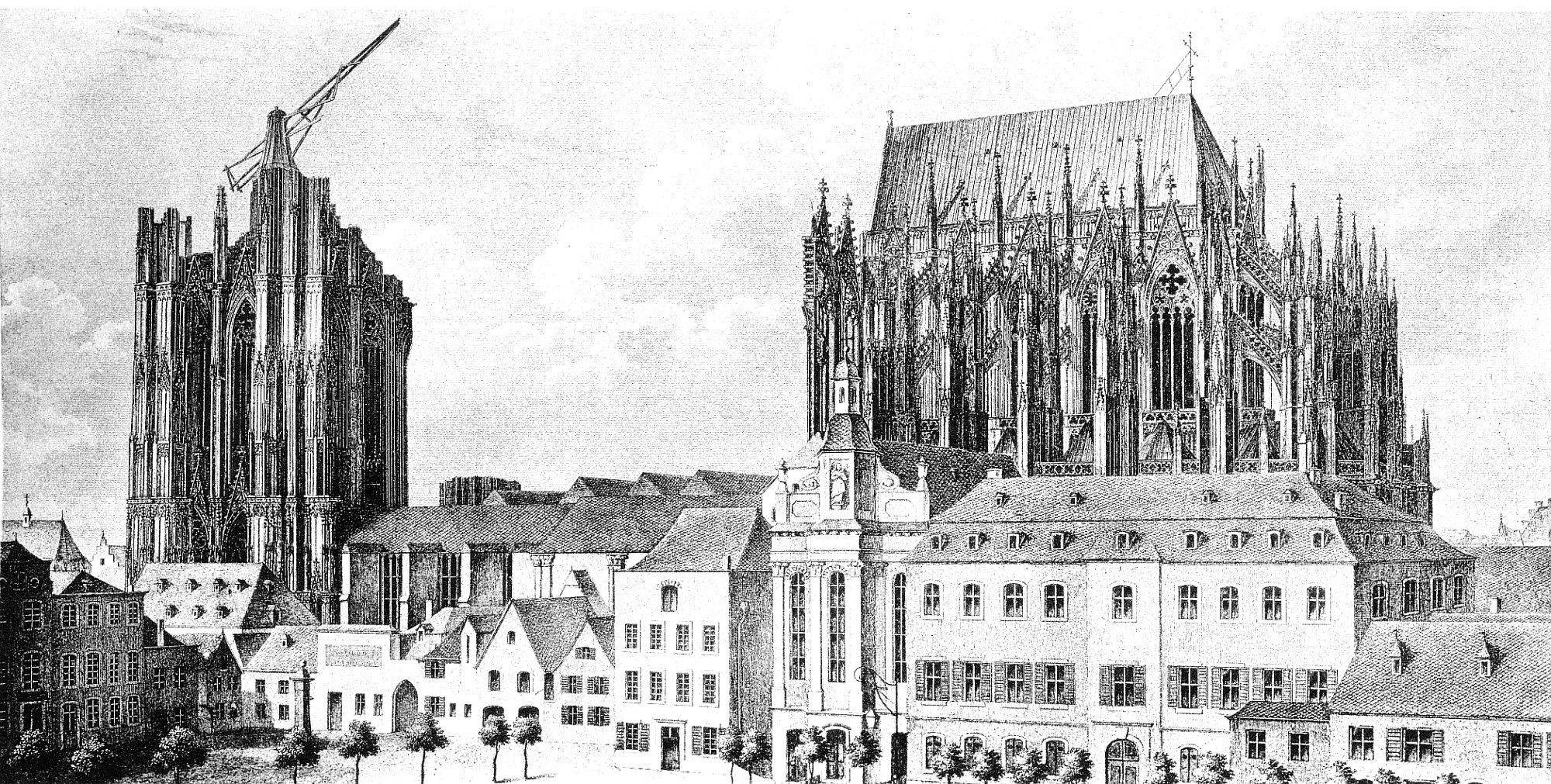
Der unfertige Dom um 1824. Nach Max Hasak: Der Dom zu Köln, 1911.

Der Alte Botanische Garten am Dom zu Köln entstand 1801 aus dem nordöstlich vor der im Bau befindlichen Kathedrale liegenden Gartengelände des Jesuitenordens und dem angrenzenden Gelände des durch die Säkularisation betroffenen Maximinenklosters. Der ehemalige Grundbesitz dieser aufgehobenen Korporationen war in der Folgezeit Kern des entstehenden Botanischen Gartens, an den sich die Grünanlagen des Dombereiches anschlossen. Sein Nachfolger wurde die Kölner Flora.

## Geschichte

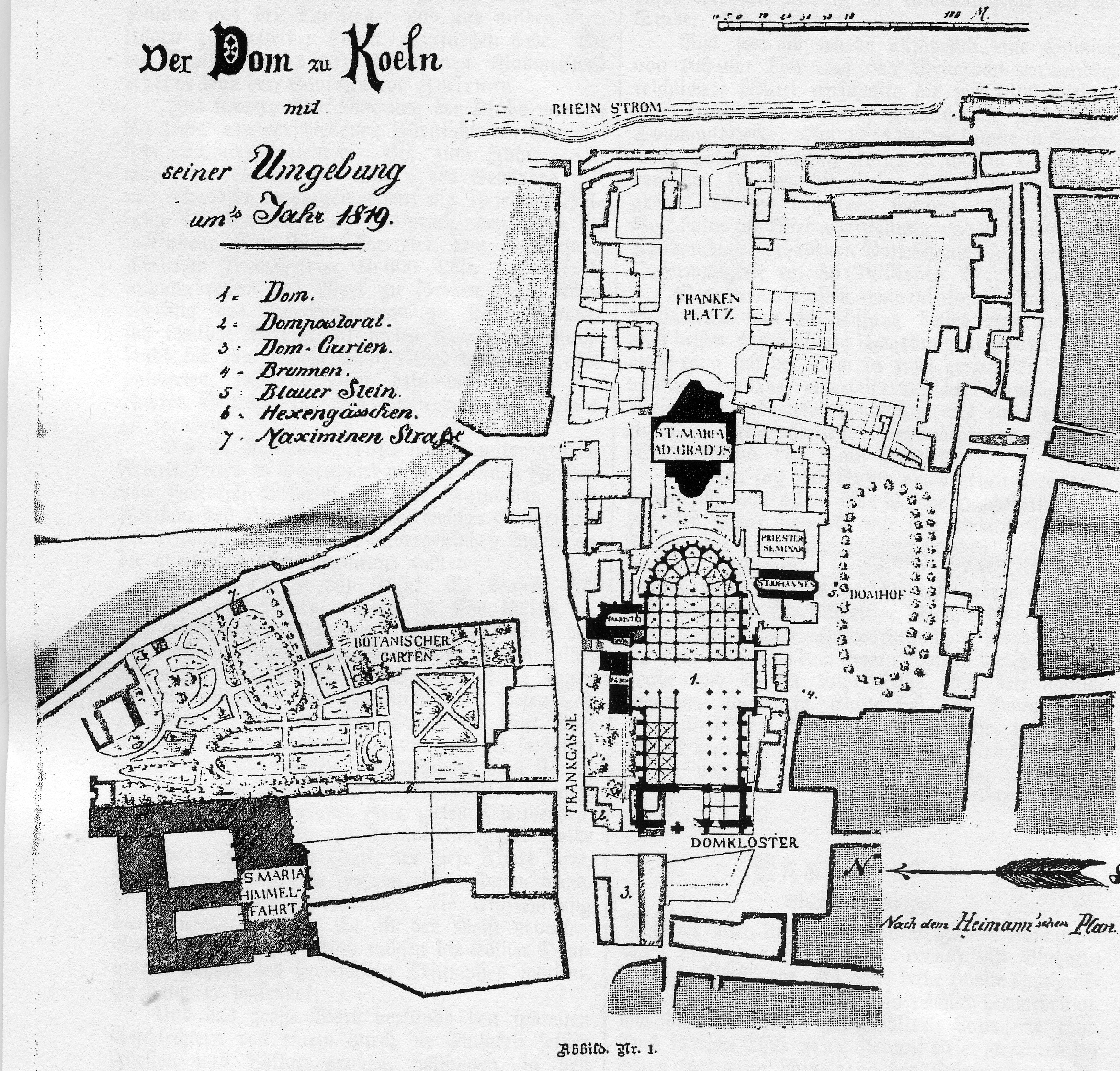
Zeichnung des „Heimannschen Planes“, Domareal 1819

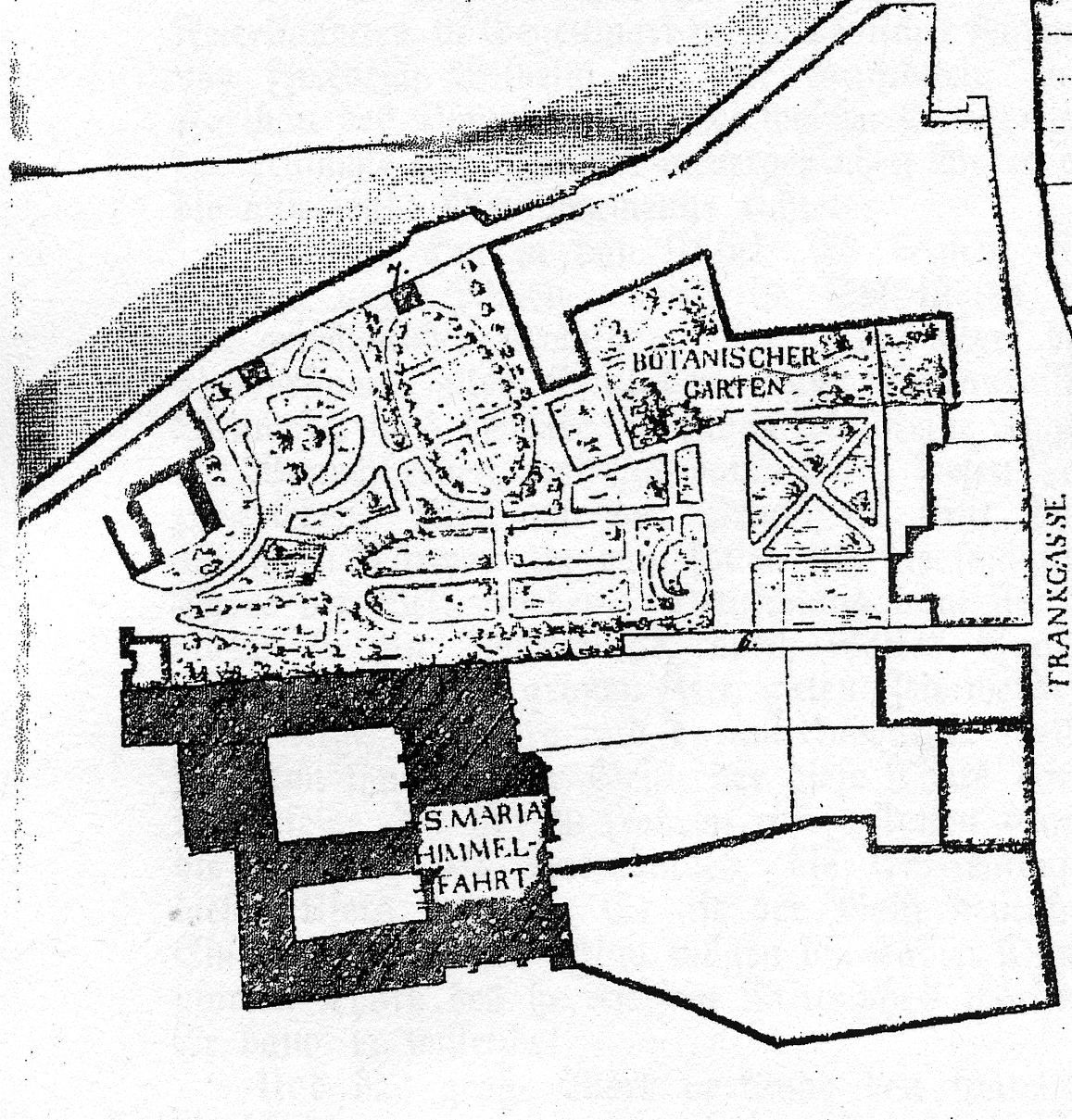
Ausschnitt des Kern- und Ursprungsgartens

Die Geschichte des ersten Botanischen Gartens in Köln reicht in das 17. Jahrhundert zurück. Der auch in Köln ansässige Jesuitenorden hatte 1629 an der Marzellenstraße, auf einem größeren Grundstück mit rückwärtig anliegenden Gartenflächen, die St. Mariä Himmelfahrt Kirche und das dahinter gelegene Kollegium erbaut. Die Schüler des Kollegs nutzten diesen eigens mit Ziergewächsen bepflanzten großen Garten als Erholungs- und Aufenthaltsort. Als 1773 der Jesuitenorden aufgehoben wurde, fiel das Kollegiumsgebäude mit seinem Grundbesitz an den städtischen Kölner Gymnasial- und Stiftungsfonds. Ferdinand Franz Wallraf (1748–1824) nahm sich 1784 des verlassenen Gartens des Jesuitenkollegs an. „Aus eigenen Mitteln ließ er dort die verwahrlosten Gewächshäuser für Studienzwecke wieder herrichten und 2500 neue Pflanzen anschaffen.“ Wallraf „hielt seit 1784 botanische Vorlesungen und übernahm die mit der Professur verbundene Aufsicht über den Botanischen Garten.“ Während der französischen Besetzung unterstand das Institut der Zentralschule, in der die Schulen mitsamt der Universität zu Köln zusammengefasst worden waren.
Der nun im Sinne der Aufklärung und der französischen Revolution geforderte Unterricht setzte im Bildungssystem neue Präferenzen. So gewann auch die Naturwissenschaft mit dem Fach Botanik an Bedeutung. Sodann wurde 1801 der bereits zur Zentralschule gehörige Garten für Lehrzwecke in einen Botanischen Garten umgestaltet. Der Professor für Mineralogie, Botanik und Zoologie, Johann Stoll, der an der Zentralschule lehrte, setzte bei der Schulverwaltungskommission durch, für den Garten einen wissenschaftlich gebildeten Gärtner einzustellen. In das Amt wurde daraufhin Maximilian Friedrich Weyhe berufen.
1805 erschien unter Napoleon ein Dekret, laut dem nicht nur die vormaligen Jesuitengüter, sondern auch das frühere an der Maximinenstraße gelegene Augustinerinnenkloster zu Zwecken des Unterrichts bestimmt wurde. Die Schulverwaltung ließ diese Kirche und das Klostergebäude abbrechen und bestimmte die nunmehr gewonnenen Flächen samt dem früher schon vorhandenen und nutznießlich besessenen Klostergarten zur Erweiterung des botanischen Gartens, welcher jetzt eine Gesamtfläche von ca. 5,5 Morgen besaß.

### Leitende Persönlichkeiten

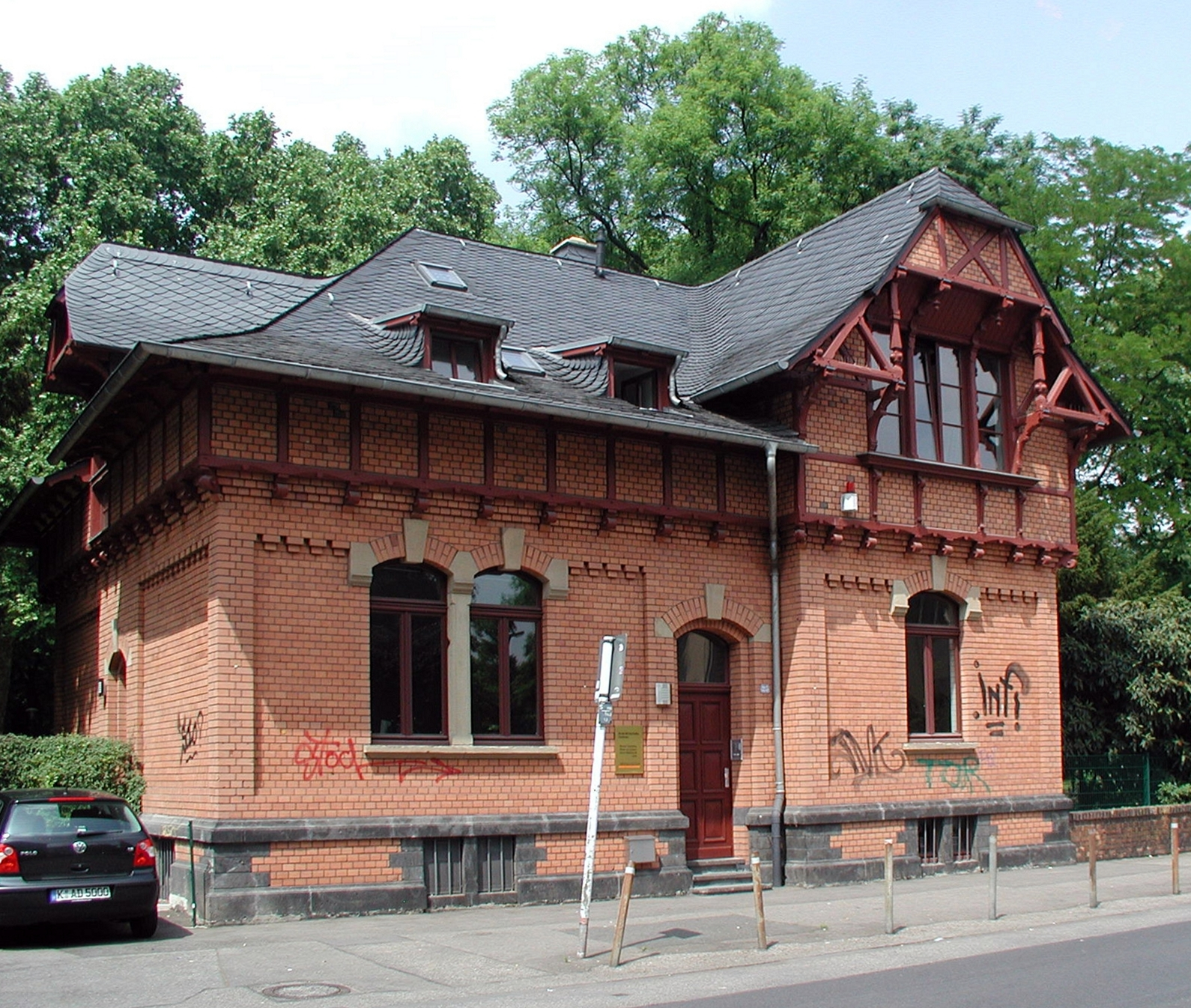
Ehemaliges Gärtnerhaus am ersten Stadtgarten (19. Jahrhundert)

Als erster wissenschaftlicher Leiter des Institutes war 1801 Stoll angestellt, der mit Maximilian Friedrich Weyhe den Botanischen Garten anlegte. Weyhe, der Gartenfachmann, blieb zwei Jahre in dieser Tätigkeit und wechselte 1803 als Königlicher Gartendirektor nach Düsseldorf. An seine Stelle trat Wilhelm Anton Berkenkamp. Stoll verstarb im Jahr 1804. Ihm folgte Cassel, der sich in dem Bereich „natürlicher Pflanzenfamilien unter Berücksichtigung ihrer Heilkraft“, dem „Lehrbuch der natürlichen Pflanzenordnung“ und besonders durch seine Arbeit über „Morphonomica botanica“ einen Namen machte. 1810 konnte durch Berkenkamp der Garten erweitert und 1816 ein Pflanzenkatalog über den Gesamtbestand des Gartens veröffentlicht werden. Im gleichen Jahr folgte Cassel einem Ruf an die Universität Gent.
Wilhelm Anton Berkenkamp starb im Jahr 1826. An seiner Stelle übernahm nun Jakob Greiß die Leitung des Botanischen Gartens. Nach dessen Tod im Jahr 1853 übernahm Anton Strauß, der auch die Erweiterung des Stadtgartens 1864–1866 leitete, dessen Funktion.

### Gartenetat

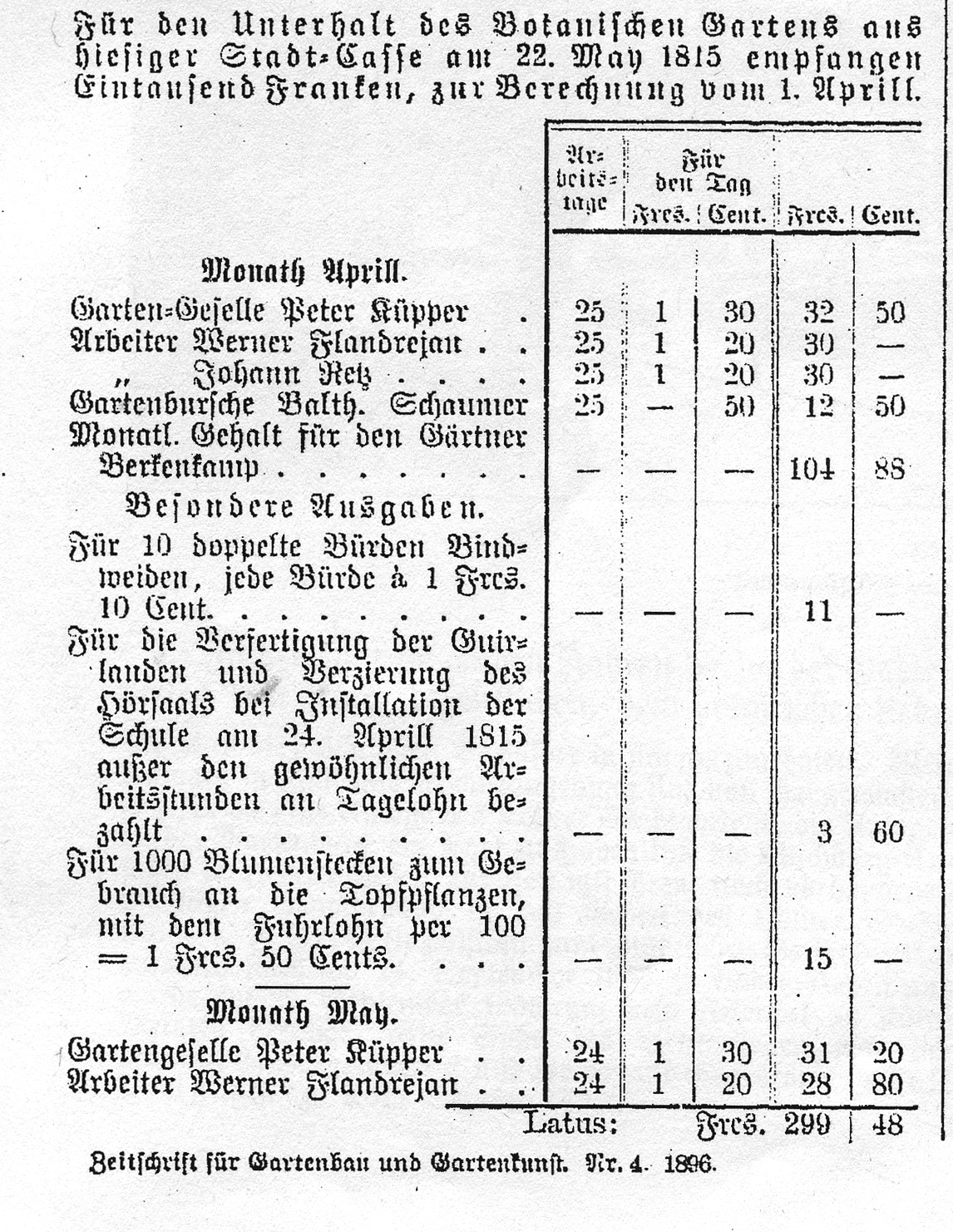
Tabelle einer Kostenaufstellung 1815

Die bewilligten Mittel, die der botanische Gärtner Wilhelm Anton Berkenkamp für die Unterhaltung des Gartens und den eigenen Lebensunterhalt erhielt, waren bescheiden. Sie beliefen sich für die Jahre 1804–1809 auf jährlich 1800 Franc. Als sich dann durch die Einbeziehung des Gartengeländes des ehemaligen Maximinenklosters die Kosten erhöhten, wurden von 1809 bis 1815 die Zahlungen auf 3.405 Franc angehoben. Erst als Berkenkamp dem Stadtrat durch dezidierte Kostenaufstellungen nachwies, dass ihm selbst nur 604 Franc zum Leben blieben, wurde der Etat des Gartens auf nunmehr 4.000 Franc festgesetzt, zusätzlich erhielt der Gärtner eine freie Dienstwohnung. Trotz einer nochmaligen Aufbesserung im Jahre 1823 (nach dem Ende der Franzosenzeit 1815) stieg das dem Gärtner nach Abzug der Kosten verbleibende Jahreseinkommen jedoch nie über 350 Taler an. Zu seinem Antritt als Nachfolger von Berkenkamp im Jahr 1826 erhielt Jakob Greiß dann 850 Taler Jahresgehalt bei ebenfalls freier Dienstwohnung.

### Nutzung und Bereiche des Gartens

#### Nutzung
In der Anfangszeit des Gartens dienten Gewächshäuser primär Lehrzwecken und nicht der Massenproduktion zur Versorgung aller städtischen Grünanlagen, weiterhin auch zu Forschungszwecken des Institutes. Für den unteren Bereich erwirkte Professor Stoll schon 1802 den Bau eines ersten beheizbaren Gewächshauses, von denen in der Folge mehrere errichtet wurden. 1806 wurde erstmals sein „Katalog der Pflanzen und Sträucher des botanischen Gartens zu Köln“ herausgegeben, in dem 3.934 kultivierte und nach dem Linnéschen System geordnete Pflanzen angeführt wurden. 1816 erschien ein von Berkenkamp modifizierter Pflanzenkatalog in lateinischer Sprache mit deutschem Vorwort, in dem sich jedoch die Anzahl der beschriebenen Pflanzen verringert hatte.
Mit dem in der preußischen Zeit am Institut einsetzenden Bedeutungsverlust der naturwissenschaftlichen Lehre, verbunden mit dem Weggang von Professor Cassel 1817, reduzierten sich Qualität und Angebot des Botanikunterrichtes. Diese Tendenz hielt auch weiterhin an (Berkenkamp unterrichtete bis zu seinem Tod 1826, auch Greiß noch in seiner ersten Zeit) bis am Ende der 1830er Jahre der Unterricht ganz eingestellt wurde.
Im Jahr 1842 wurde im Garten ein Kurhaus errichtet, an der Westseite der Mauer zum „Hexengasschen“ entstanden Kolonnaden und ein findiger Geschäftsmann eröffnete einen Mineralwasserausschank. Infolge dieser Neuerungen entwickelte sich der Botanische Garten zu einem Vergnügungsort.

#### Gartenbereiche
In seiner Anfangszeit war der Garten für die Öffentlichkeit nur zu bestimmten Zeiten über den Eingang „Hexengässchen“ zugänglich. Er lag am Ende einer von der Trankgasse in nördlicher Richtung abzweigenden Sackgasse.
Der Garten war in einen unteren und einen oberen Teilabschnitt gegliedert, wobei zwischen diesen ein Höhenunterschied von 3,5 bis 4 Metern auftrat.
Die einzelnen Bereiche erstreckten sich von den rückwärtigen Grundstücken mit deren Hinterhäusern und Gärten an der Marcellen- und Maximinenstraße sowie der Trankgasse bis an den Dombereich. Westlich bildete das heute nicht mehr existente „Herrengässchen“, die Grenze.
Selbst die Südseite des Domes, der Domhof, war seit 1822 den Gartenbereich ergänzend mit symmetrisch angeordneten Rabatten und 73 Lindenbäumen bepflanzt.

#### Gliederung und Arten

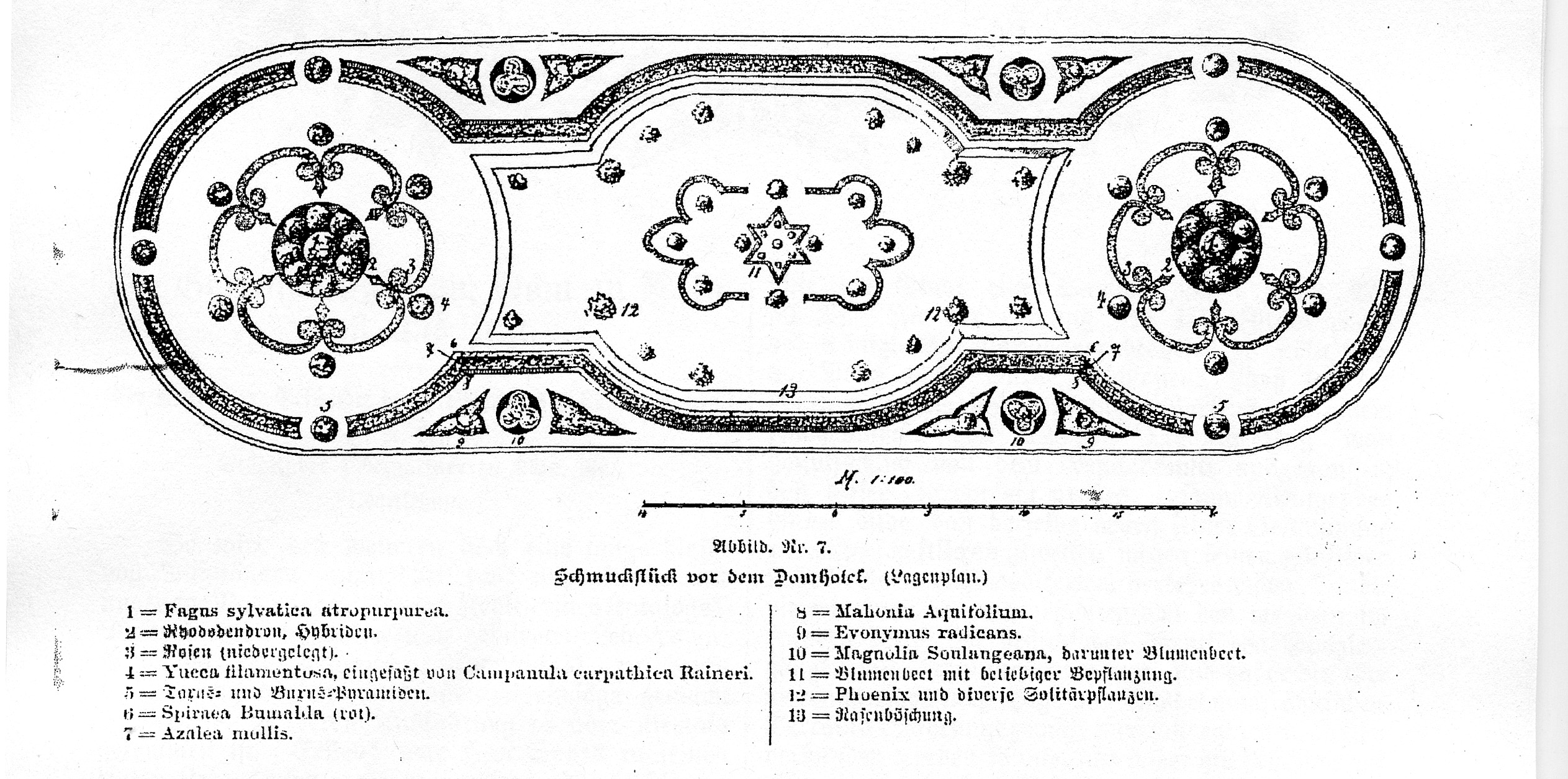
Symmetrie und Gartenkunst. Zeichnung einer Rabatte vor dem ersten Dom-Hotel

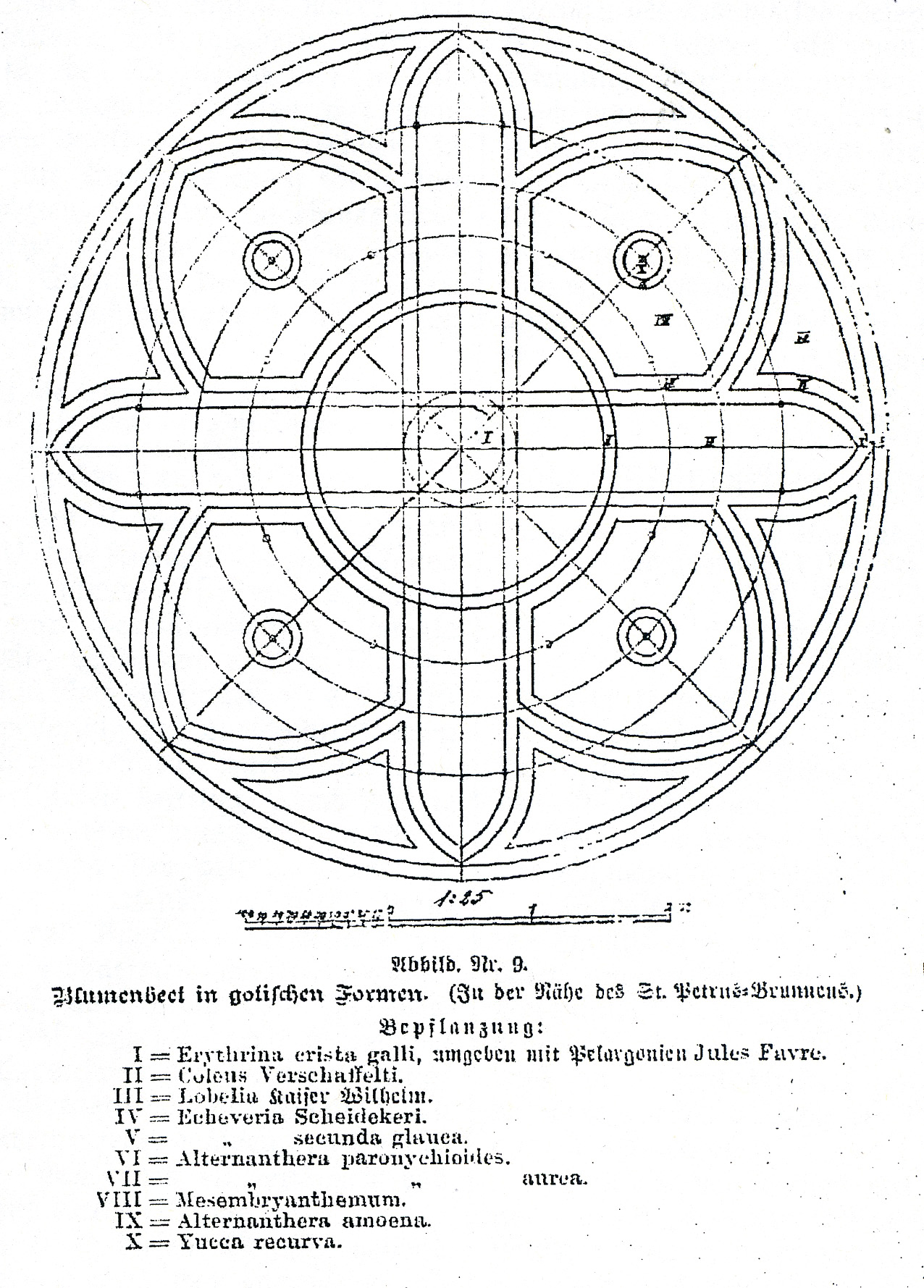
Kölner Gartenkunst im 19. Jahrhundert. Zeichnung/Entwurf einer Rabattenpflanzung in gotischen Formen

Der Botanische Garten gliederte sich in vier Hauptabteilungen.
- Die erste enthielt die ein- und zweijährigen Pflanzen des freien Landes
- Die zweite Abteilung beinhaltete die ausdauernden Pflanzen des freien Landes
- In der dritten wurden Bäume und Sträucher zusammengefasst
- Die vierte Abteilung bildeten die Gewächshauspflanzen

Die in der Zeit von 1804 bis 1826 herausgegebenen Kataloge beschrieben:
- Ein- und zweijährige Pflanzen
965 Arten
- Perennierende Pflanzen
913 Arten
- Knollen und Zwiebelgewächse
150 Arten
- Gräser und Binsen 
194 Arten
- Bäume und Sträucher (unter Einschluss von 14 Spielarten) 
480 Arten

Wohlwollende Unterstützung fand der Kölner Garten hinsichtlich seiner Pflanzenbestände durch das Königshaus. So zitiert Jung eine entsprechende Order des Herrschers Friedrich Wilhelm vom März 1821 an die Verwaltung der Orangerie des Königlichen Schlosses in Brühl, 271 in ihren Arten benannte Pflanzen dem Botanischen Garten Köln auszuhändigen.

#### Umfeld des Domes
An der Nordseite des Domes stand die Kirche St. Maria in pasculo (St. Maria im Pesch). Die 1848 niedergelegte kleine Kirche war an der mittleren noch unfertigen Nordwand des Domes angebaut worden. Östlich, etwa an der Stelle, an der der um 1870 von Kaiserin Augusta den Kölnern gestiftete Petrusbrunnen errichtet worden war, stand die Kirche St. Maria ad Gradus, die 1817 abgebrochen wurde. Der Kirchenrückseite schloss sich der schon zu dieser Zeit nicht mehr genutzte Domkirchhof an. An der Südseite standen noch die St.-Johannis-Kirche, die Theologenschule (Theologische Fakultät der alten Universität) und das Priesterseminar sowie weitere alte Bauten, die im Rahmen der Freilegung des Domes später abgebrochen wurden. Die gewonnenen Freiflächen waren durch Bäume begrünt worden und erhielten teilweise bis zu zehn Meter breite kunstvoll gestaltete Rabatten.

### Bahnhof kontra Botanischer Garten

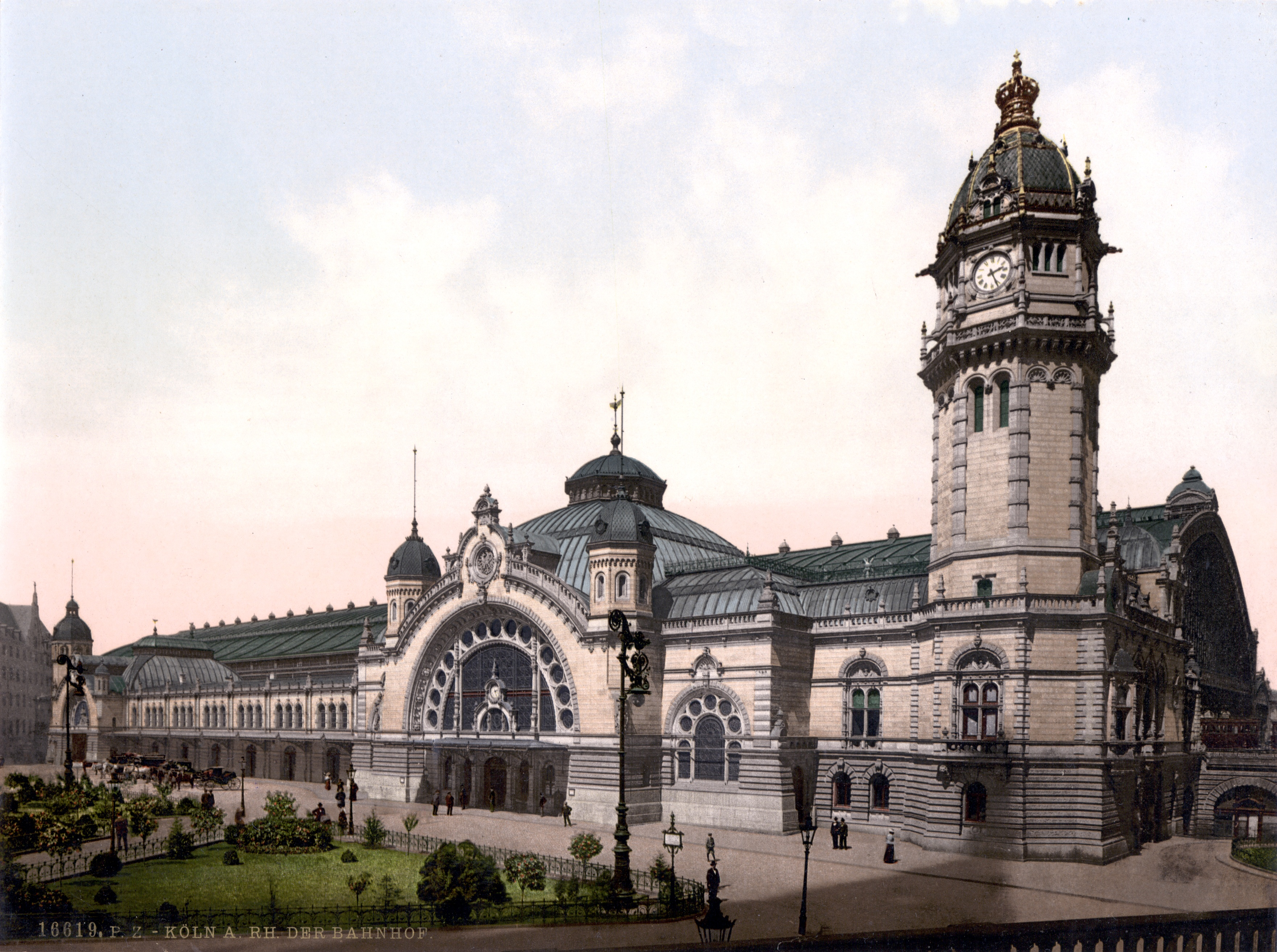
Reste der Grünanlagen am Hbf um 1900

Im Jahr 1853 begannen Verhandlungen der Stadt mit der Rheinischen Eisenbahn-Gesellschaft, die zum Bau des Centralbahnhofes (am 5. Dezember 1859 fertiggestellt) führten, es war der Beginn des Niedergangs des innerstädtischen Botanischen Gartens.

### Ende des alten Gartens
Der Abschluss der Verhandlungen über die Abtretung des Geländes des Botanischen Gartens erfolgte im Dezember 1857. Durch Gleis- und Bahnhofsbau im Winkel von Marzellen- und Maximinenstraße verschwanden Teile des Gartens und an der Nordseite des Domes eine Anzahl von Baumgruppen und Spazierwegen. Die vorhandenen Bauten wie Gewächshäuser, Wirtschaftsgebäude, das Kurhaus mit den Kolonnaden sowie ein imposanter Brunnen mit hoher Fontäne wurden abgerissen, die noch verpflanzbaren Bäume und Sträucher wurden in die städtische Baumschule des Stadtgartens verbracht.
In der Sitzung des III. Zivil-Senates des Königlichen Appellations-Gerichtshofes zu Köln vom 30. März 1859 wurde beschlossen, dass bei der Wertabschätzung des botanischen Gartens unter Berücksichtigung aller Kriterien der Kaufpreis des Geländes mit seinem Flächeninhalt von 128.153 Quadrat-Fuß auf 1 Taler und 15 Sgr. pro Quadrat-Fuß festzusetzen sei. Die Stadt erzielte letztendlich einen Gesamterlös von 576.698 Mark.
Weiterhin wurde beschlossen, dass der „Mineraltrinkwassergesellschaft“, die 1842 von der Stadt per Vertrag auf 25 Jahre das Recht erworben hatte, die Spaziergänge des Gartens für ihre Kurgäste zu nutzen, eine Entschädigung von 2.000 Talern zu zahlen sei.

### Entwicklung des Domareals
Im Jahr 1865 wurde der Stadt ein Entwurf zur Anlage gemauerter großer Terrassen an der Nord- und Ostseite des Domes vorgelegt. Der Entwurf wurde nach Prüfung angenommen und umgesetzt. Es entstand zunächst eine Freitreppe mit einer Futtermauer an der Nordseite. 1868 schuf man an der Ostseite Doppeltreppen von je 5,02 m Stufenbreite, die eine Gesamthöhe von 4,40 m überwanden, um dort den oberen Umgang anzulegen. Zwischen den beiden Treppenflügeln legte man ein Wasserbecken an, aus dessen Mitte sich ein durch eine Figur des heiligen Petrus, Schutzpatron des Domes, gekrönter Brunnen erhob.
Unter Anton Strauß, der 1887 einen Entwurf für die Umgestaltung der Umgebung des Domes erarbeitet hatte, nahm die stadtgärtnerische Gestaltung im Dombereich ihren Fortgang.
Herman Robert Jung, der spätere Kölner Gartenbaudirektor, berichtete, 1896 sei ein in den Anlagen des Stadtgartens stehendes prächtiges Exemplar von „Salisburia adiantifolia“ (Synonym zu Ginkgo biloba) als das letzte Überbleibsel des einstigen Pflanzenbestandes des Alten Botanischen Gartens festgestellt worden.